# Martin-Luther-Kirche (Schollbrunn)

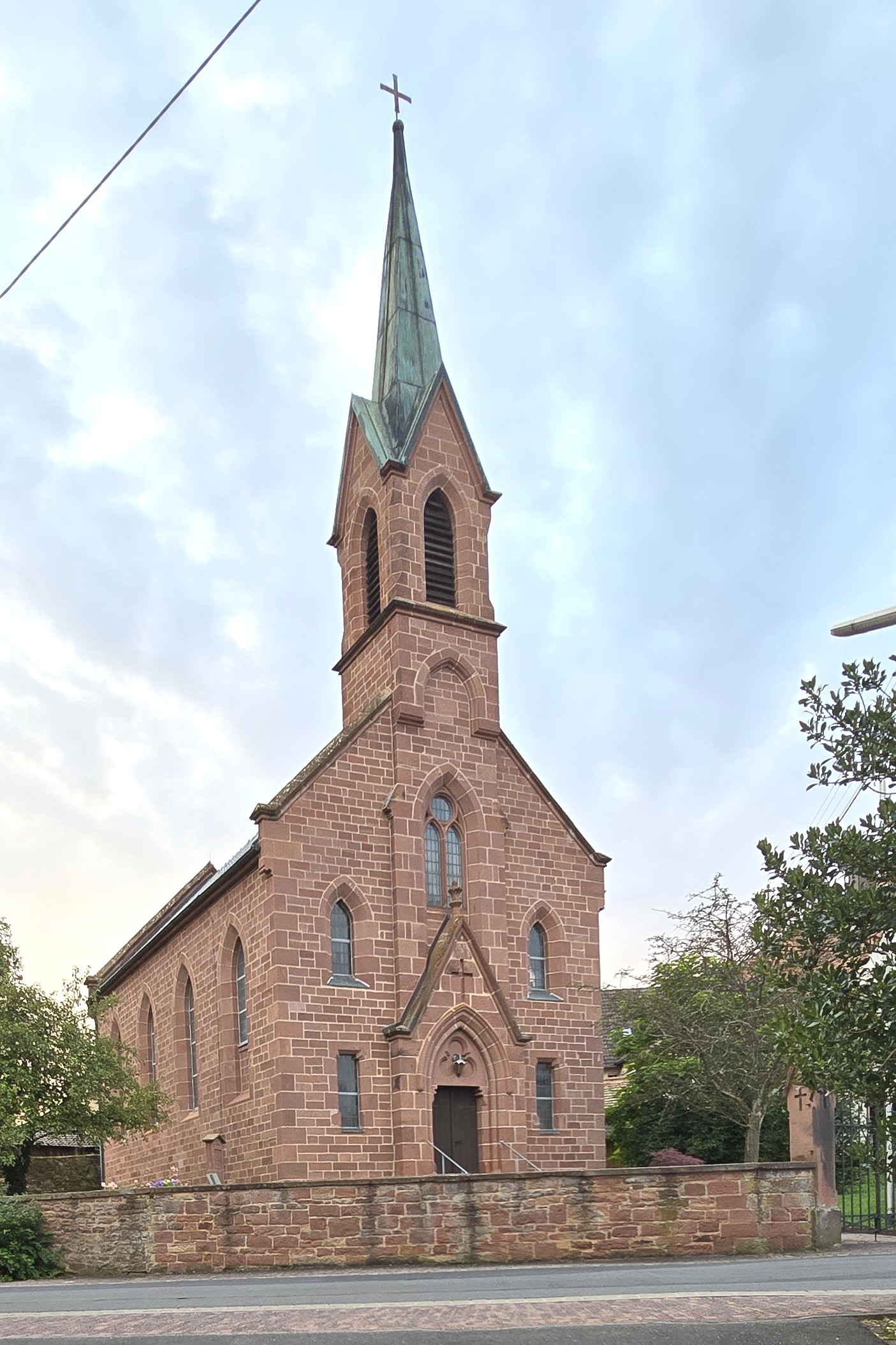
Martin-Luther-Kirche in Schollbrunn

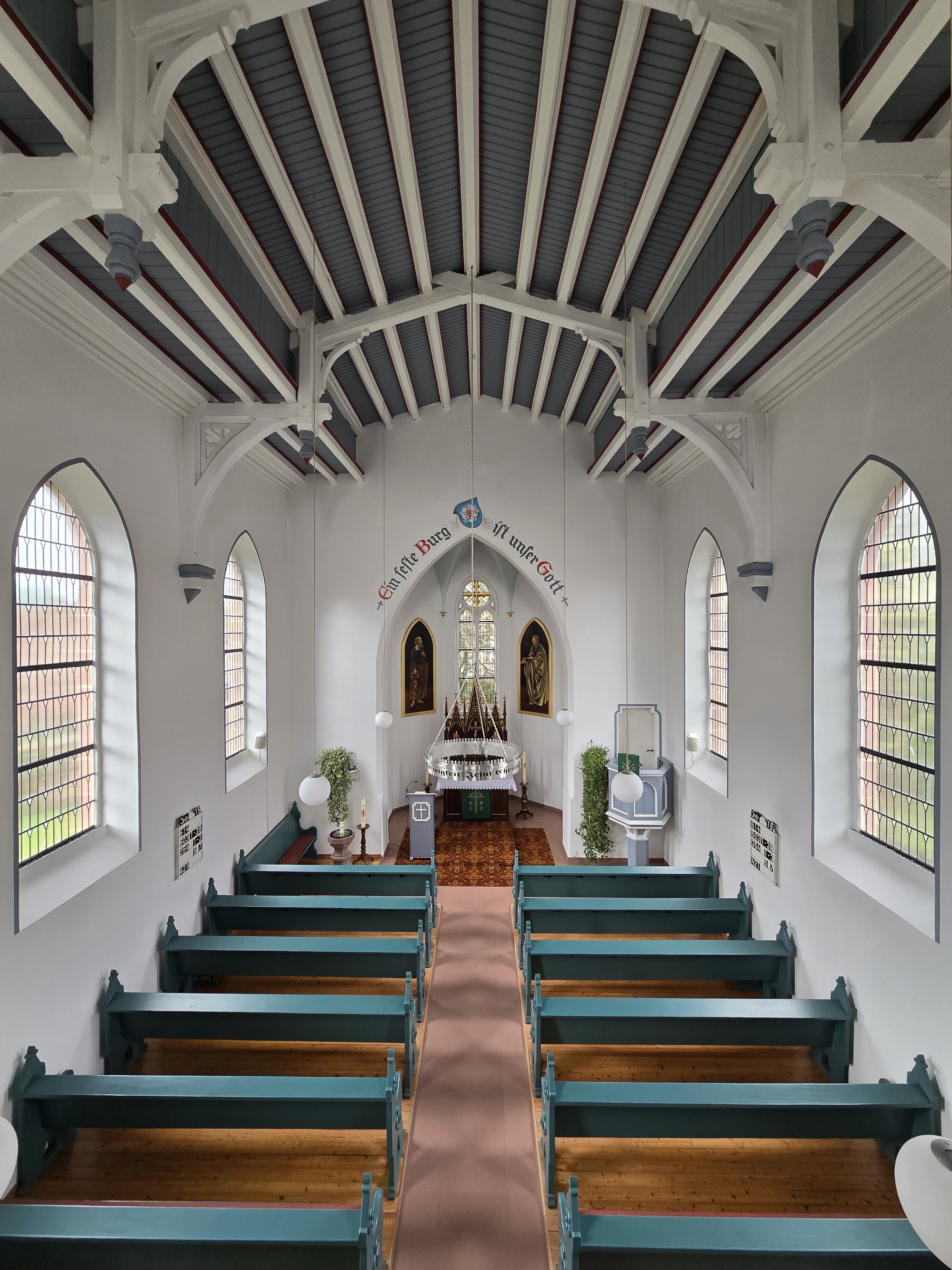
Innenraum

Die evangelisch-lutherische Martin-Luther-Kirche steht in Schollbrunn im unterfränkischen Landkreis Main-Spessart (Bayern). Das denkmalgeschützte Kirchengebäude wurde 1898 als Ersatzneubau errichtet. Die Kirchengemeinde gehört zur Pfarrei St. Johannis von Hasloch im Dekanat Aschaffenburg im Kirchenkreis Ansbach-Würzburg der Evangelisch-Lutherischen Kirche in Bayern.

## Geschichte
Im Jahr 1356 bestand in Schollbrunn eine St. Egidien Kirche, eine Wehrkirche. Mitte des 16. Jahrhunderts führten die Wertheimer Grafen die Reformation ein und hoben die Kartause Grünau mit ihrem Klosterhof Schollbrunn auf. Die Einwohner wurden evangelisch. 1629 siedelten sich wieder aufgrund eines kaiserlichen Schutzbriefes Kartäusermönche an. Ab 1635 übten die Herren von Wertheim und der Prior der Kartause die Dorfherrschaft über Schollbrunn gemeinsam aus. Ein großer Teil der Einwohner wurde wieder katholisch. Ab 1652 galt in dem evangelischen Dorf das Simultaneum, die Kirche wurde durch beide Konfessionen genutzt. Eine katholische Kirche entstand erst 1888 und die alte evangelische Kirche wurde 1896 aufgrund von Baufälligkeit durch einen Neubau ersetzt.

## Beschreibung
Die neugotische Saalkirche wurde 1896 mit Backsteinen errichtet. Sie hat ein Langhaus mit einem Satteldach und im Westen einen eingezogenen, dreiseitig geschlossenen Chor. Der mit einem spitzen Helm bedeckte Fassadenturm im Osten, in dem sich das Portal befindet, beherbergt in seinem obersten Geschoss den Glockenstuhl. Die 1873 von Johann Heinrich Schäfer gebaute Orgel mit zwölf Registern, einem Manual und einem Pedal wurde 1994 von Richard Rensch restauriert.